# Cook Glacier
Cook Glacier är en glaciär i Sydgeorgien och Sydsandwichöarna (Storbritannien). Den ligger i den nordvästra delen av Sydgeorgien och Sydsandwichöarna. Cook Glacier ligger 32 meter över havet.
Terrängen runt Cook Glacier är kuperad norrut, men åt sydväst är den bergig. Havet är nära Cook Glacier åt nordost.  Det finns inga samhällen i närheten. 